# Gyrstinge Sogn
Gyrstinge Sogn 
ist eine Kirchspielsgemeinde (dän.: Sogn)
auf der Insel Sjælland im südlichen Dänemark.
Bis 1970 gehörte sie zur Harde Alsted Herred im damaligen Sorø Amt, danach zur Ringsted Kommune im Vestsjællands Amt, die im Zuge der  Kommunalreform zum 1. Januar 2007 Teil der Region Sjælland geworden ist.
Im Kirchspiel leben 827 Einwohner, davon 355 im Kirchdorf (Stand: 1. Januar 2023).
Im Kirchspiel liegt die Kirche „Gyrstinge Kirke“.
Nachbargemeinden sind im Nordosten Haraldsted-Allindemagle Sogn und im Südosten Bringstrup Sogn, ferner in der benachbarten Sorø Kommune  im Süden Fjenneslev Sogn, im Westen Bjernede Sogn und im Nordwesten Kirke Flinterup Sogn.